# IC 2039
IC 2039 је елиптична галаксија у сазвјежђу Златна риба која се налази на листи објеката дубоког неба у Индекс каталогу.
Деклинација објекта је - 56° 0' 40" а ректасцензија 4h 9m 2,6s. Привидна величина (магнитуда) објекта IC 2039 износи 13,9 а фотографска магнитуда 14,9. IC 2039 је још познат и под ознакама ESO 157-2, AM 0407-560, PGC 14560.